# The Price Is Right

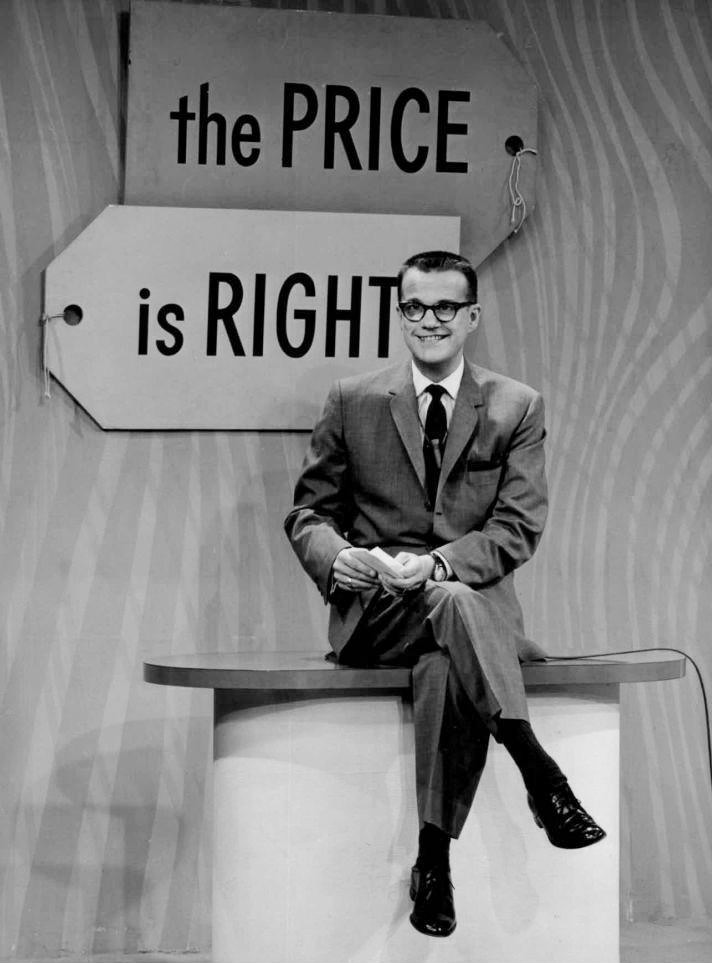
Bill Cullen presenteert The Price Is Right in 1963.

The Price Is Right is een van oorsprong Amerikaanse spelshow waarin kandidaten de prijs van artikelen moeten schatten. Het programma begon in 1956 bij de Amerikaanse televisiezender CBS. De presentator was Bill Cullen. In dit format liep de show tot 1965. Een 'revamp' begon in 1972 en werd 35 jaar lang gepresenteerd door Bob Barker. Vanaf 2007 is de presentatie in handen van Drew Carey.
Het format is in zeker 40 landen uitgezonden, waaronder Nederland (Prijzenslag, van 1990 tot 1993 gepresenteerd door de illusionist Hans Kazàn, en Cash & Carlo, 2002-2004), gepresenteerd door Carlo Boszhard en dezelfde titel (2012), gepresenteerd door Eddy Zoëy. Tevens in België (De juiste prijs, 1990-1992 en 2010) en Duitsland (Der Preis ist heiß De prijs is heet, 1989-1997 en opnieuw vanaf 2017).